# گرس دیو (کشتی)
گرس دیو (کشتی) (به انگلیسی: Grace Dieu (ship)) یک کشتی بود که طول آن ۲۱۸ فوت (۶۶ متر) بود.